# Дабакан
Дабакан е музикален перкусионен инструмент от групата на мембранофонните инструменти. Състои от голям дървен корпус във формата на винена чаша, изработен най-често от кокосова палма и кожа от коза, бизон, змия или гущер. Макар механизмът за настройване да е сходен с този на джембето, на дабакана не се свири непосредствено с ръце, а с палки, изработени от ратан.
По произход той е от Филипините. Използва се основно като акомпаниращ инструмент в перкусионните ансамбли от типа „Кулин-танг“.